# تکیه میرچخماق
تکیه میرچخماق مربوط به سدهٔ ۸ و ۹ ه‍.ق است و در یزد، میدان امیر چخماق واقع شده و این اثر در تاریخ ۱۱ آذر ۱۳۳۰ با شمارهٔ ثبت ۳۸۳ به‌عنوان یکی از آثار ملی ایران به ثبت رسیده‌است.